# Booneville (Mississipi)
Booneville és una població dels Estats Units a l'estat de Mississipi. Segons el cens del 2000 tenia 8.625 habitants.

## Demografia
Segons el cens del 2000, Booneville tenia 8.625 habitants, 3.302 habitatges, i 2.205 famílies. La densitat de població era de 129,6 habitants per km².
Dels 3.302 habitatges en un 30,4% hi vivien nens de menys de 18 anys, en un 47,8% hi vivien parelles casades, en un 14,7% dones solteres, i en un 33,2% no eren unitats familiars. En el 30,7% dels habitatges hi vivien persones soles el 16,1% de les quals corresponia a persones de 65 anys o més que vivien soles. El nombre mitjà de persones vivint en cada habitatge era de 2,35 i el nombre mitjà de persones que vivien en cada família era de 2,93.
Per edats la població es repartia de la següent manera: un 22,2% tenia menys de 18 anys, un 16,6% entre 18 i 24, un 23,8% entre 25 i 44, un 20,1% de 45 a 60 i un 17,3% 65 anys o més.
L'edat mediana era de 35 anys. Per cada 100 dones de 18 o més anys hi havia 81,6 homes.
La renda mediana per habitatge era de 28.361 $ i la renda mediana per família de 38.918 $. Els homes tenien una renda mediana de 29.667 $ mentre que les dones 19.821 $. La renda per capita de la població era de 15.128 $. Entorn de l'11,2% de les famílies i el 15,2% de la població estaven per davall del llindar de pobresa.

## Poblacions més properes
El següent diagrama mostra les poblacions més properes.